# Wilhelmshöhe (ogród)
Wilhelmshöhe (pol. Wzgórze Świętego Łazarza, Psia Górka) – jeden z ogrodów rozrywkowych na poznańskim Łazarzu. 

## Historia
Zlokalizowany był pomiędzy ulicami Jarochowskiego, Niegolewskich (wejście) i Limanowskiego.
Teren należący do Adama Jeske, jednego z najbogatszych lokalnych gospodarzy i ostatniego sołtysa Łazarza, został w 1895 zakupiony przez restauratora Carla Rondholza oraz kupca Sally Latte. Założyli oni w 1896 ogród rozrywkowy (tzw. Établissements), który szybko zyskał ogromną popularność wśród mieszkańców dynamicznie rozwijającego się Łazarza, w 1900 włączonego w obszar Poznania. Wypoczynek w tego rodzaju ogródkach był bardzo popularnym sposobem spędzania wolnego czasu w Poznaniu i miał charakter rodzinny. Ogrody zapewniały nie tylko usługi gastronomiczne, ale także rozrywkę w postaci teatru, rewii, orkiestry, czy różnego rodzaju gier i zabaw. Wzgórze Świętego Łazarza dysponowało m.in. sceną, altanami, pergolą i bujną zielenią. Spotykali się tutaj członkowie różnych organizacji społecznych i hobbystycznych, wybierano władze dzielnicowe i realizowano zajęcia teatralne, a w 1908 urządzono Wystawę Przemysłową.
Miejsce dawnego ogrodu jest do dziś czytelne pośród obecnej zabudowy, pomimo zrealizowania tutaj m.in. dwóch bloków mieszkalnych.